# Typhochrestus numidicus
Typhochrestus numidicus là một loài nhện trong họ Linyphiidae.
Loài này thuộc chi Typhochrestus. Typhochrestus numidicus được Robert Bosmans miêu tả năm 1990.